# Campos de Sports de Ñuñoa
Der Campos de Sports de Ñuñoa (deutsch Sportplätze von Ñuñoa) war ein Sportkomplex in der Gemeinde Ñuñoa in der Stadt Santiago, Chile. Ihr Besitzer war zwischen 1927 und 1938 die Pontificia Universidad Católica de Chile, zusammen mit dem Amateur Club Deportivo Universidad Católica bis etwa 1934 und dann seit 1937 mit dem heutigen Club Deportivo Universidad Católica. Was die Stadien des Club Deportivo Universidad Católica betrifft, so war Campos de Sports de Ñuñoa zeitgleich mit dem Estadio Universidad Católica, dann kamen sie Estadio Independencia und das Estadio San Carlos de Apoquindo. Zwischen 1922 und 1937 war es das Sporthauptquartier der Chilenische Fußballnationalmannschaft. Dort wurden südamerikanische Fußball-, Leichtathletik- und Boxmeisterschaften ausgetragen.

## Geschichte
Der chilenische Philanthrop José Domingo Cañas sehnte sich nach dem Bau einer Anlage, die die Entwicklung verschiedener Sportdisziplinen fördern würde. Zu diesem Zweck schenkte er das Land, auf dem das Stadion errichtet wurde, der Pontificia Universidad Católica de Chile (PUC) von Chile, wobei die Erzdiözese Santiago als Vermittler fungierte. Obwohl das Stadion bereits 1918 eröffnet wurde und als Heimstadion der Chilenische Fußballnationalmannschaft und verschiedener Vereine diente, ging seine Verwaltung erst 1927 in die Hände der PUC über, die den Club Deportivo Universidad Católica in seiner Amateurära vertrat. Die offizielle Urkunde wurde 1935 unterzeichnet.
Was Fußballturniere betrifft, so war das Stadion Austragungsort der Campeonato Sudamericano 1926, wo Uruguay Meister wurde. Außerdem fanden PUC-Universitätsturniere, Endspiele der chilenischen ersten Liga und die Apertura-Meisterschaft des Profifußballs statt. Was andere Sportarten betrifft, wurden im Stadion zwei südamerikanische Leichtathletikturniere und ein Kampf um einen südamerikanischen Boxtitel ausgetragen.